# روبرت مارشال
روبرت مارشال (26 ديسمبر 1912 في نيوزيلندا - 23 أغسطس 1956) (بالإنجليزية: Robert Marshall)‏ هو لاعب كريكت نيوزلندي.

## وصلات خارجية
- روبرت مارشال على موقع إي آس بي آن كريك إنفو (الإنجليزية)